# Còlob de les Udzungwa
El còlob de les Udzungwa (Piliocolobus gordonorum) és una espècie de primat de la família dels cercopitècids. És endèmic dels boscos riverins i montans de les muntanyes Udzungwa, a Tanzània. Es troba amenaçat per la pèrdua d'hàbitat.